# STUDIO COLORIDO
株式會社STUDIO COLORIDO（日语：株式会社スタジオコロリド）是日本一家位於東京都世田谷區的動畫製作公司。成立於2011年。株式會社TWIN ENGINE子公司。「COLORIDO」是葡萄牙語「色彩豐富」的意思。

## 概要
2011年8月22日成立。其公司的理念是為年輕人「創造一個讓動畫相關人士可以放心繼續工作的地方」。2018年上映的《企鵝公路》是該公司首部長篇作品。

## 作品列表

### 電影動畫
| 上映年份 | 中文名稱               | 日文名稱       | 原作類別 | 導演               | 備註                                        |
| -------- | ---------------------- | -------------- | -------- | ------------------ | ------------------------------------------- |
| 2013年   | 向陽的藍色陣雨         |                | 原創     | 石田祐康           |                                             |
| 2013年   | 照相館                 |                | 原創     | 中村隆志           |                                             |
| 2015年   | 颱風的諾爾達           |                | 原創     | 新井陽次郎         |                                             |
| 2018年   | 企鵝公路               |                | 小說     | 石田祐康           |                                             |
| 2020年   | 想哭的我戴上了貓的面具 |                | 原創     | 佐藤順一、柴山智隆 | 受到疫情取消影院放映而變更為Netflix獨家作品 |
| 2020年   | BURN THE WITCH         | BURN THE WITCH | 漫畫     | 川野達朗           | Team Yamahitsuji担任動畫製作團隊            |
| 2022年   | 漂流家園               |                | 原創     | 石田祐康           |                                             |
| 2024年   | 我的鬼女孩             |                | 原創     | 柴山智隆           |                                             |

### 電視動畫
- 麵包超人（動畫，2018年）

### 網路動畫
- Control Bear short animation film
- YKK×Perfume×COLORIDO  short animation
- 市場東京本店 PV
- 麥當勞廣告「篇」
- VALHAIT RISING
- YKK×Perfume×COLORIDO short animation part2
- 三井不動產PV『Go for 2020』
- 麥當勞廣告 「篇」第2彈
- YKK×Perfume×COLORIDO short animation part3
- 大塚製藥廣告『。』
- 薄明之翼[8]
- [9]
- [10]
- [11]

### 電視廣告
- 丸米（日语：マルコメ「料亭の味」CMシリーズ）廣告「料亭味  母息子篇」
- 丸米廣告2 「料亭味 身赴任篇」
- 丸米廣告3 「料亭味 汁 夜食篇」
- 龍族拼圖廣告1「校生篇」
- 龍族拼圖廣告2 「冬青春篇」

### MV
- Yorushika/夜行（日语：夜行 (ヨルシカの曲)）（2020年3月4日）

## 外部連結
- 株式會社STUDIO COLORIDO公式官網 （页面存档备份，存于） （日語）
- STUDIO COLORIDO的X（前Twitter） （日語）
- STUDIO COLORIDO的Facebook專頁 （日語）
- TWIN ENGINE在YouTube的官方帳號 （页面存档备份，存于） （日語）